# Un hombre llamado Ove (novela)
Un hombre llamado Ove (título original en sueco: En man som heter Ove) es una novela escrita por Fredrik Backman, un columnista, bloguero y escritor sueco. La novela fue publicada en 2012. La versión inglesa, que vio la luz pública un año después, entró en The New York Times Best Seller list 18 meses después de su publicación y permaneció en la lista durante 42 semanas.
En enero de 2015, se estrenó en Estocolmo una versión teatral del libro protagonizada por Johan Rheborg en el papel de Ove. Se adaptó al cine en una película del mismo nombre que se estrenó el 25 de diciembre de 2015, con Rolf Lassgård en el papel principal.

## Resumen del argumento
"Ove no es el típico vecino con el que te apetece cruzarte en el barrio. Es un cascarrabias, que insiste hasta la exageración en mantener el orden y la disciplina, una persona solitaria y resentida a quien el destino le ha arrebatado muchas cosas.
Algo está a punto de cambiar en su vida, por una serie de circunstancias fortuitas que van devolviéndole poco a poco la fe en el género humano. Y, al mismo tiempo, las personas que le rodean comienzan a comprender que su barrio no sería el mismo sin el gruñón de Ove. Sería un lugar más frío, menos solidario y, aunque parezca mentira, también mucho menos divertido.

## Personajes
- Ove — Un hombre de 59 años que recientemente ha sido obligado a jubilarse.
- Sonja —  La difunta esposa de Ove.
- Parvaneh — La vecina de Ove, una mujer embarazada de ascendencia iraní y madre de dos hijos.
- Patrick — El marido de Parvaneh.
- Rune — El antiguo amigo de Ove que se ha transformado en su némesis y en su vecino, actualmente tiene Alzheimer.
- Anita — La esposa de Rune.
- Adrian — El cartero del barrio.
- Jimmy — Un vecino.

## Película y adaptaciones televisivas
- Un Hombre Llamado Ove (película)
- A man called Otto (película de Tom Hanks)